# Cirripectes obscurus
Cirripectes obscurus är en fiskart som först beskrevs av Nikolai Andreyevich Borodin 1927.  Cirripectes obscurus ingår i släktet Cirripectes och familjen Blenniidae. Inga underarter finns listade i Catalogue of Life.